# Поль Мутерде
Поль Мутерде (фр. Paul Mouterde, 1892–1972) — французький єзуїтський місіонер і натураліст, а також був директором Східної бібліотеки в Університеті Святого Йосипа в Бейруті. Він опублікував дві раніше невідомі проповіді сирійського поета-богослова V століття Якова з Серуга та численні праці про левантійську флору, зокрема тритомну працю про флору Лівану та Сирії.

## Біографія
Поль Мутерд народився 1862 року в Брюйєрі, у французькому департаменті Вогези. Його батько був професором права в Ліонському католицькому університеті.

## Вибрані праці
- Petite flore des environs de Beyrouth (1935)
- La Flore du Djebel Druze (1953)
- Deux homélies inédites de Jacques de Saroug (1944)
- Nouvelle flore du Liban et de la Syrie (1966–1978)